# Teresa Sukniewicz
Teresa Sukniewicz (verheiratete Kleiber; * 10. November 1948 in Warschau) ist eine ehemalige polnische Hürdenläuferin.

## Karriere
1968 erreichte sie bei den Olympischen Spielen in Mexiko-Stadt das Halbfinale über 80 Meter Hürden. Bei den Europameisterschaften 1969 in Athen wurde sie Fünfte im 100-Meter-Hürdenlauf.
1970 gewann sie Bronze bei den Halleneuropameisterschaften in Wien über 60 Meter Hürden. Am 20. Juni 1970 verbesserte sie den Weltrekord im 100-Meter-Hürdenlauf von Karin Balzer (DDR) um 0,1 s auf 12,7 s. Am 26. Juli desselben Jahres holte diese sich den Rekord mit einer nochmaligen Verbesserung um 0,1 s zurück.
1971 gewann Sukniewicz jeweils Bronze über 60 Meter Hürden bei den Halleneuropameisterschaften in Sofia und über 100 Meter Hürden bei den Europameisterschaften in Helsinki. 1972 folgte eine Silbermedaille über 50 Meter Hürden bei den Halleneuropameisterschaften in Grenoble.